# أوطوقيوس
أوطوقيوس العسقلاني (عاش بين 480 - 540 م) هو مهندس يوناني.
ذكر ابن النديم في الفهرست أن له من الكتب: «شرح المقالة الأولى من كتاب أرشميدس في الكرة والأسطوانة». كتاب «في الخطين»، وبين جميع ذلك من أقاويل الفلاسفة المهندسين، نقله ثابت واسطاث إلى العربي. وكتاب «تفسير المقالة الأولى من كتاب بطلميوس في القضاء على النجوم».